# Apoplex
Der Apoplex (eigentlich die Apoplexie, wie lateinisch Apoplexia von altgriechisch ἀποπληξία ‚Schlag‘, in der Antike und im Mittelalter für schlagartige Ereignisse mit Bewusstseinsverlust oder mit teilweisen Lähmungserscheinungen sowie Leiden des Gehirns, die dem Körper plötzlich und unvermittelt Empfindung und Bewegung nimmt), früher auch Schlagfluss genannt, ist ein medizinischer Begriff für eine plötzliche Durchblutungsstörung eines Organs oder einer Körperregion. In der medizinischen Umgangssprache wird der Begriff auch als Synonym für Apoplexia cerebri (Schlaganfall) gebraucht. Er fand aber auch in Verbindung mit anderen Organen Verwendung, u. a. als
- Apoplexia adrenalis (Nebennieren),
- Apoplexia cerebelli (Kleinhirn),
- Apoplexia intestinalis neonatorum (Geburtstrauma der Bauchorgane),
- Apoplexia papillae (Verschluss einer die Netzhaut oder den Sehnerven versorgenden Augenarterie),
- Apoplexia retinalis (Netzhautblutung am Auge) oder auch
- Apoplexia spinalis (Rückenmark).

Gleichbedeutend verwendet wurde der Begriff Insult (von lateinisch insultare ‚hineinspringen‘, ‚verhöhnen‘). Beim Schlaganfall, der eine plötzlich auftretende zerebrovaskuläre Insuffizienz ist, wurden auch die Bezeichnungen zerebrovaskulärer Insult oder zerebrovaskulärer Unfall verwendet.
Der Bezeichnung des Schlaganfalls als Apoplex gilt als veraltet.